# كاركابوسو
بلدية كاركابوسو (بالإسبانية: Carcaboso)‏، هي بلدية تقع في مقاطعة قصرش والتي تقع في منطقة إكستريمادورا، غرب إسبانيا.
يبلغ عدد سكانها 1.087 نسمة وفقاً لإحصائية سنة (2002).